# وقواق برونزي
الوقواق البرونزي (الاسم العلمي: Chrysococcyx) هو جنس من الطيور يتبع فصيلة طيور الوقواق من رتبة الواقواقيات.

## أنواع الوقواق البرونزي
- وقواق برونزي أبيض الأذن
- وقواق برونزي أحمر الرقبة
- وقواق برونزي أسود الأذن
- وقواق برونزي أصفر الحنجرة
- وقواق بنفسجي
- وقواق برونزي صغير
- وقواق كلاس
- وقواق برونزي لامع
- وقواق برونزي مبرقش
- وقواق الزمرد الآسيوي
- وقواق برونزي هورشفيلدي
- وقواق ديدريك
- وقواق الزمرد الأفريقي
- وقواق برونزي غولدي